# Laphria lasipes
Laphria lasipes är en tvåvingeart som beskrevs av Christian Rudolph Wilhelm Wiedemann 1828. Laphria lasipes ingår i släktet Laphria och familjen rovflugor.
Artens utbredningsområde är Kentucky. Inga underarter finns listade i Catalogue of Life.